# 黄金の太陽 漆黒なる夜明け
『黄金の太陽 漆黒なる夜明け』（おうごんのたいよう しっこくなるよあけ）は、2010年10月28日にキャメロットが開発し、任天堂から発売されたニンテンドーDS用ロールプレイングゲーム（RPG）である。黄金の太陽シリーズの第3作目であり、前作から30年後が舞台である。アメリカでは同年11月29日、ヨーロッパでは同年12月10日発売。

## 概要
2002年に発売された2作目『失われし時代』によって物語は完結し、その後シリーズに関しては全くアナウンスが無かった。しかし、「E3 2009」においてニンテンドーDS用に「Golden Sun DS」というタイトルで続編が開発中であることが発表された。翌年の「E3 2010」において「Dark Dawn」のサブタイトルが発表され、同年7月に日本版タイトル『黄金の太陽 漆黒なる夜明け』も発表された。そして、2010年10月28日に日本で発売された。
キャメロット副社長でゲームデザイナーの高橋秀五は、もともとシリーズは完結したというつもりはなく、序章程度の認識だったという。また前作と同じく本作もかなり作り込んであり、同じグラフィックの人物はひとりもいないという。
本作だけでは物語は完結しないが、現在のところ続編などの発表はされていない。

## 世界設定
物語は前シリーズから30年後が舞台である。錬金術を解放し、世界の崩壊を食い止めたロビンやガルシアら8人の少年少女は「ハイディア戦士」と呼ばれ語り継がれていた。世界が崩壊の危機から脱し、活気に満ちる一方で、力を持った国は他国に侵攻して領土を広げるといった戦乱や、「黄金の太陽」現象の以後の天変地異、特に10年周期で起こるエナジーホールの災害などに悩まされている。地形も30年前と比べ大分変わっており、アルファ山は絶えず噴火し、近づけない状態にある。

## 物語
「ハイディア戦士」のロビンとジェラルドは、「黄金の太陽」現象後の天変地異、特にエナジーホールの災害解決のため、ゴマ山に居を構え息子と共に暮らしながらアルファ山を監視していた。
ある日ロビンは、アルファ山監視用にイワンが開発したグライダーウィングを貰い受けるが、これをテリーが壊してしまう。グライダーウィングを直すには伝説の鳥「ロック鳥」の羽が必要。そこでムートとテリー、カリスは、グライダーウィングを直すべく「ロック鳥」の羽を求めて旅立つことになる。

## ゲームシステム
基本的なシステムに変更はないが、エナジーやクラスの数が増えている。また、新しいジンも登場し、ジンのイラストも個々に違いがある。本作は、シリーズを初めてプレイする人のため、また、かつてプレイしたことがあるが内容を忘れている人のために「用語辞典」が追加された。他にも日本版だけの仕様として漢字にルビを表示させることも可能であり、表示させない場合でも文字をタッチすることで読みが表示される配慮がなされている。

## 登場人物

### 操作キャラクター
ムート
本作の主人公。地のエナジストの少年。ハイディア戦士で『開かれし封印』の主人公ロビンとジャスミンの息子。面立ちを彼らに似ているといわれることもあり、実際『開かれし封印』の時のロビンと瓜二つの面立ちである。
カリス、テリーと共にロック鳥の羽を手に入れるべく旅立つ。ハイディア戦士である両親を誇りに思っている。
前作、前々作の主人公同様、台詞を発することはほとんどない。
カリス
ハイディア戦士のイワンの娘で、風のエナジストの少女。
ムート、テリーの幼馴染で共に旅立つ。勝気な性格だが、父と同じく鋭い洞察力を持ち頭の回転も早い。
システム上喋ることのできないムートや暴走しがちなテリーに代わってパーティの牽引役になることが多い。
テリー
ハイディア戦士のジェラルドの息子で、火のエナジストの少年。
イタズラが大好きで、常に喧嘩腰でもあり、トラブルメーカーである。個人的な感情からみだりにエナジーを使おうとして、カリスやクラウンからたびたび窘められる。今回の旅の原因も、そもそもは彼がグライダーウィングを勝手に持ち出して壊したことにある。
クラウン
ハイディア戦士のメアリィの息子で、水のエナジストの少年。
スクレータの弟子として、姉のノーブルと共に世界中を旅していた。ムートとスクレータが合流する際にスペード達の襲撃を受けてスクレータと離れることになり、以後ムート達と行動を共にする。
ハルマーニ
アヤタユ国の王子で、王プットスの甥。水のエナジストの少年。
アヤタユ人の母親オパワーと、謎の強力な水のエナジストの間に生まれる。アルケミーフォージを起動させるためアヤタユを訪れたムート達と共に旅立つ。その後、「コリマの森」のイベントで、森の番人トレトから話した「メアリィの血縁」であることが判明する。
ステラ
モルゴルの王ボルテチノの妹で、風のエナジスト。本名はコアイマラ。
黄金の太陽現象以後に現れた獣人であるマンビーストの少女。風のエナジーに加え、マンビースト特有のエナジーを使う。ムート達とテペ遺跡で出会い、協力して突破する。ロック鳥はモルゴルの国鳥であるため、ムート達の目的を知って一時別行動を取るが、後に首都ベルフネで合流する。「闇の装備」を装備可能であり、終盤のキーパーソンである。エンディングではモルゴルの女王になっている。
レオレオ
大海賊パヤヤームの息子にして、実質チャンパの王子。火のエナジスト。
父と同じく海賊で、イースト海で暴れていたところをベルフネに捕らえられる。ムート達によって助けられるが、その後に「エクリプスタワー（ルナタワー）」の起動で現れたモンスターによって父のパヤヤームが命を落とし、その仇を討つためムート達に同行することになる。
前作『失われし時代』では赤ん坊として登場している。なお、30年前の記憶はしっかりあるようで、スクレータのこともはっきり覚えている模様。
ヒミ
ジパン島の指導者であるスサとクシナダの娘。巫女で未来を予見する能力を持つ地のエナジスト。タケルという兄がいる。
ルナタワーの復活により昏睡状態となるが、ムート達が見つけた秘宝サードアイに選ばれ目を覚まし、エクリプス現象を終わらせるために必要な「アポロ」と「闇の装備」の存在を知らせ、ムート達に同行することになる。

### その他のキャラクター
スペード / ハート
ムート達の前に現れる本作の敵。何らかの目的のため、謎の軍隊を率いてハイディア戦士の子供達であるムート達を利用する。後にツァパランという国の兵隊と判明し、最終盤で禁断の「闇のエナジスト」であることを明かす。なお、ツァパランの皇帝の意思とは別に独自の目的を持ち、動いていると思しき描写もある。
エース（アレクス）
スペードやハートと共に行動する仮面の男。丁寧な口調で、スクレータ曰く「くだらないシャレが好き」。スペード達と同じ目的のために行動しているようで、独断行動も多く謎が多い。スクレータやジェラルドとは知り合いらしい。エナジストとしての実力は非常に高く、ハート曰く「恐ろしく強い」とのこと。
アポロ神殿における最後の対決の直前で、前作で死んだと思われていた「アレクス」であることが判明する。
スクレータ
30年前ハイディア戦士と共に世界を旅した錬金術学者。「黄金の太陽」現象によって年を取りにくくなっており100歳近いが、容姿は30年前とほとんど変わらない。レオレオをはじめとする前作からの登場人物には、外見のことについて「全然変わっていない」と突っ込まれることが多い。ロビンの頼みを受けて、ロック鳥の羽を目指すムート達と合流を図ろうとする。
「エクリプス現象」を食い止めるため、ムート達の旅に同行する。
ロビン
『開かれし封印』の主人公でムートの父。ハイディア戦士の1人。現在はジェラルドと共にアルファ山を監視している。30年前の「黄金の太陽」現象によって生じる天変地異の解決策を模索している。50歳近いが「黄金の太陽」現象によって今も若々しい。ゴマ山を離れられないのは、何者かがワイズマンを恨み、狙っているということを知ったからとのこと。また、３０年前の冒険で仲間にしたジンを現在でも保有している。なお、妻のジャスミンはカレイの町に住んでいる。
ジェラルド
ロビンの旧友でテリーの父。ハイディア戦士の1人。現在はロビンと共にアルファ山を監視している。
ノーブル
クラウンの姉で、弟と同じくスクレータの弟子。姉弟でスクレータと共に世界を旅し、古代遺跡の調査などを行っている。中盤以降、前作の登場人物であるピカードと行動を共にしたことがスクレータによって語られる。
リュウコウ
サナ国の王族の王子。モルゴルとの戦争で父を亡くし、教育係のホウザンと共に逃亡生活を送る。妹のホウジュを助け出すため、モルゴルの首都ベルフネへの侵入を狙う。
ホウジュ
サナ国の王族の姫君でリュウコウの妹。レオレオと同じくベルフネ城に捕らわれており、「アルケミーダイナモ」が起動されるための人質となっている。その後、ムート達の協力で兄のリュウコウとの再会を果たす。
パヤヤーム
前作『失われし時代』の登場人物であり、老齢である現在は大海賊と呼ばれている。実質チャンパ村の王だが、王と呼ばれることは嫌っている。海賊として恐れられつつも、海の男達からは慕われている。ロビン達から貰った船を今も大事に使っている。
ベルフネ城に捕らわれた息子を助け出すため、ムート達に協力を求める。レオレオが助け出された矢先にエクリプス現象で現れたモンスターによって命を落とす。
ボルテチノ
モルゴルの王で首都ベルフネに城を構える。ステラの兄で、マンビースト。
モルゴルのためにスペード達に協力してルナタワーの起動を画策する。リュウコウの妹ホウジュや、ハイディア戦士と関係が深いパヤヤームの息子レオレオを捕まえたのもそのためである。
ルナタワー（エクリプスタワー）起動の責任を取って死亡したと思われていたが、実はダークビーストに変貌し自我を失っていた。スペードらに使役され、最終盤でエクリプス現象を止めようとするムート達の前に立ちはだかるが、最後にわずかに意識を取り戻し、自らアポロを起動させて消滅する。

## 評価
任天堂アメリカ法人が発行する雑誌『ニンテンドウパワー』では10点中8.5のスコアを得た。ゲームグラフィックやパズル要素が評価された一方で、ゲームの難しさが少し評価を下げたという意見もあった。1UP.comはB評価を与えた。また現在、『Metacritic (メタクリティック)』では80から100のスコアを、『GameRankings』では80.64%のスコアを得た。『Electronic Gaming Monthly』は、10点中7.5の評価を与え、巧みなパズル要素と戦闘システムを評価したが、長い会話部分およびカットシーンに不満を述べた。『X-Play』は5段階中の4つ星を与え、黄金の太陽シリーズのファンやRPGファンに対して素晴らしい出来と評した。任天堂公式マガジンでは92％のスコアを得た。英国のゲーム雑誌『EDGE』は10点中8点のスコアを与え、「影響力に欠けるにもかかわらず、黄金の太陽は依然として人気作だと十分に言える」と評した。『ファミ通』のクロスレビューでは40点中33点を得た。